# نادي روك ساك (إنجلترا)
تأسس نادي روك ساك (بالإنجليزية: The Rucksack Club)‏ في مانشستر عام 1902 ويبلغ عدد أعضائه حاليًا ما يزيد عن 500 رجل وامرأة. وفق قواعد النادي، "الغرض من النادي هو تشجيع تسلق الجبال والتسلق والمشي على التلال وجمع كل المهتمين بهذه الأنشطة".

## تاريخه
تأسس نادي روك ساك في مانشستر عام 1902 على يد مجموعة من الرجال الذين استجابوا لرسالة كتبها شابان إلى إحدى الصحف. لقد تمت دعوتهم إلى اجتماع وقرروا هناك وفي ذلك الوقت تشكيل نادي بهدف "تسهيل جولات المشي ورحلات تسلق الجبال، سواء في الجزر البريطانية أو في أماكن أخرى، وخاصة لتعريف الأعضاء بعلم تسلق الصخور والتزلج على الجليد".
كان النادي نشط منذ فترة طويلة في مجال الإنقاذ الجبلي، حيث صمم يوستاس توماس نقالة توماس التي كانت قيد الاستخدام من قبل فرق الإنقاذ الجبلي لسنوات عديدة. حصل الأعضاء فريد بيجوت ونويل كيركمان على وسام الإمبراطورية البريطانية لخدماتهم في إنقاذ الجبال.

## الأكواخ
يملك النادي ثلاثة أكواخ: Beudy Mawr في قلب Llanberis Pass وHigh Moss في Duddon Valley عند سفح مسار Walna Scar إلى Coniston، وCraigallan المطل على Loch Linnhe على مسافة قريبة من Glencoe.[بحاجة لمصدر]

## الأعضاء البارزين
- يوستاس توماس
- إرنست أ. بيكر
- كريس براشر
- دينيس ديفيس
- ج. روك كوربيت
- جون سومنر

## أبرز "الأوائل" من الأعضاء
- أول بريطاني يتسلق جميع قمم جبال الألب التي يبلغ ارتفاعها 4000 متر: يوستاس توماس[3]
- الصعود الأول لجبل نوبتسي عام 1961: دينيس ديفيس

## الفهرس
- Benson، Peter؛ Cudahy، Mike؛ Grant، Ian (1987). من كيندر سكوت إلى كاتماندو: مختارات نادي الظهر 1907-1986. Manchester: Rucksack Club. ASIN B000KFS9Z8 (UK).
- Beatty، John، المحرر (2002). هذه الحياة الجبلية: أول مائة عام من نادي روك ساك. Manchester: Northern Light. ISBN:0-9546211-0-7.
- أغاني المتسلقين. Legare Street Press. 1923. ISBN:978-1019889985.

## روابط خارجية
- الصفحة الرئيسية لنادي الظهر
- مدونة نادي الظهر